# نوربرت هرت
نوربرت هرت (16 أبريل 1983 بتارتو في إستونيا - ) هو لاعب كرة قدم إستوني في مركز الوسط. لعب مع نادي فلورا وTartu JK Merkuur ‏ وViimsi JK ‏ وTartu JK Tammeka U21 ‏.

## وصلات خارجية
- نوربرت هرت على موقع اتحاد إستونيا (الإنجليزية)
- نوربرت هرت على موقع قاعدة بيانات كرة القدم.إي يو (الإنجليزية)